# Kraina nearktyczna

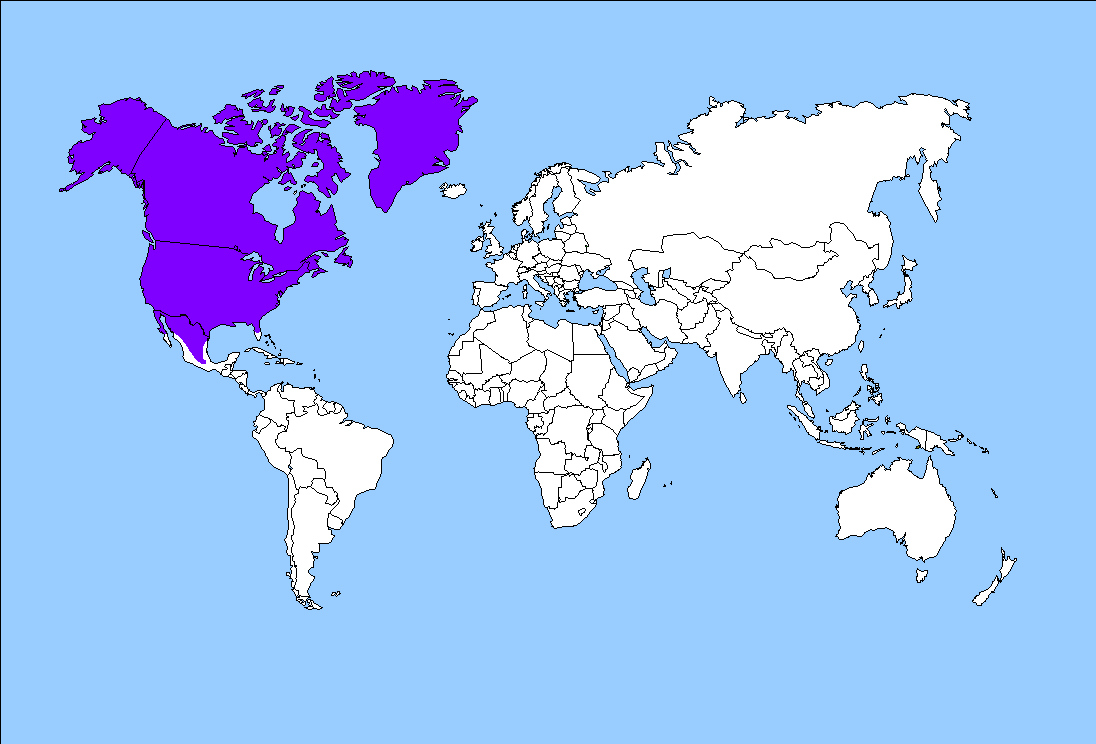
Zasięg Nearktyki

Kraina nearktyczna, Nearktyka – kraina zoogeograficzna obejmująca północną część Meksyku, Amerykę Północną i Grenlandię. Ze względu na duże podobieństwo do Palearktyki bywa czasem łączona z nią w jedną krainę holarktyczną.
Nearktyka leży w strefie klimatu zimnego i umiarkowanego. Fauna przypomina w ogólnym zakresie palearktyczną, zwłaszcza na obszarach porośniętych tundrą i tajgą. Jest to pozostałość z czasów epoki lodowcowej, kiedy to gatunki rozprzestrzeniały się między Eurazją a Ameryką dzięki połączeniu obu kontynentów w rejonie Cieśniny Beringa.
Najbardziej charakterystyczne gatunki zwierząt:
- ssaki
  - niedźwiedź czarny i grizzly – głównie w Górach Skalistych[1]
  - piżmowół – w tundrze
  - karibu i łoś (amerykańskie podgatunki) – w tajdze
  - jeleń wirginijski i skunks – w lasach liściastych na wschodzie kontynentu
  - bizon amerykański – dawniej na preriach, obecnie tylko w parkach narodowych
- ptaki: kardynały, tanagry, kolibry, dzikie indyki i in.
- gady: grzechotniki, gekony, legwany, helodermy i in.
- płazy: salamandry, ambystomy i in.
- ryby: niszczuki, amia, liczne okoniowate i karpiowate[1].

Stosunkowo niewiele jest tu endemitów. Można do nich zaliczyć jadowite jaszczurki – helodermy, płazy – ambystomy i amfiumy, a ze ssaków: skunksa, szopa pracza, niedźwiedzia grizzly, widłoroga oraz gryzonie: ursona, goffery, szczuroskoczki i sewele.
Część gatunków na południowych krańcach Nearktyki to przybysze z krainy neotropikalnej, dzięki utworzonemu pod koniec neogenu połączeniu z Ameryką Południową, np. ptaki – kolibry i kondory, ssaki – dydelf północny, pancernik peba.